# Rhynchospora subimberbis
Rhynchospora subimberbis är en halvgräsart som beskrevs av August Heinrich Rudolf Grisebach. Rhynchospora subimberbis ingår i släktet småag, och familjen halvgräs. Inga underarter finns listade i Catalogue of Life.